# Плюдюно
Плюдюно́ (фр. Pluduno, брет. Pludunoù, галло Ploedunoe) — коммуна во Франции, находится в регионе Бретань. Департамент — Кот-д’Армор. Входит в состав кантона Планкоэт. Округ коммуны — Динан.
Код INSEE коммуны — 22237.

## География
Коммуна расположена приблизительно в 350 км к западу от Парижа, в 65 км северо-западнее Ренна, в 37 км к востоку от Сен-Бриё.

## Население
Население коммуны на 2016 год составляло 2 195 человек.
| 1962 | 1968 | 1975 | 1982 | 1990 | 1999 | 2008 | 2016 |
| ---- | ---- | ---- | ---- | ---- | ---- | ---- | ---- |
| 1443 | 1389 | 1447 | 1578 | 1692 | 1681 | 1963 | 2195 |

## Администрация
| Период | Период | Фамилия       | Партия                  | Примечания |
| ------ | ------ | ------------- | ----------------------- | ---------- |
| 1977   | 1997   | Жан Гобер     | Социалистическая партия | фермер     |
| 1998   |        | Мишель Раффре | Социалистическая партия | фермер     |

## Экономика
В 2007 году среди 1215 человек в трудоспособном возрасте (15—64 лет) 895 были экономически активными, 320 — неактивными (показатель активности — 73,7 %, в 1999 году было 70,4 %). Из 895 активных работали 844 человека (462 мужчины и 382 женщины), безработных было 51 (19 мужчин и 32 женщины). Среди 320 неактивных 99 человек были учениками или студентами, 150 — пенсионерами, 71 были неактивными по другим причинам.

## Достопримечательности
- Замок Моншуа (XVIII век). Исторический памятник с 2004 года[3]
- Усадьба Буафёйе (XVII век). Исторический памятник с 1927 года[4]
- Монументальный крест (1780 год). Исторический памятник с 1926 года[5]

## Города-побратимы
- Сент-Круа-о-Мин (Франция)

## Фотогалерея
- Монументальный крест
- Карта коммуны